# Union fédérale CGT des personnels des tabacs
L'Union fédérale CGT des personnels des tabacs regroupe les employés du secteur du tabac affiliée à la Confédération générale du travail. Elle est membre de la Fédération nationale agroalimentaire et forestière CGT.

## Historique
La Fédération nationale des Ouvriers et Ouvrières des Manufactures de Tabacs de France est fondée en décembre 1891 par le rassemblement de quinze syndicats de travailleurs des manufactures de tabacs, alors privilège de l'État. en 1892, lors de son deuxième congrès, elle compte déjà un syndicat par manufacture existant. En 1895, elle lance son premier journal L'Écho du tabac et participe au congrès de Limoge qui fonde la Confédération générale du travail. En 1920, lors de la scission entre « Confédérés » et « Unitaires », des syndicats unitaires se créent et forment une Fédération unitaire des Tabacs qui a son siège à Morlaix et adhèrent au Cartel unitaire des travailleurs de l'État.

Les travailleurs des allumettes s'organisent eux au sein de la Fédération des Ouvriers et Ouvrières des Manufactures d’Allumettes créée en 1892 et qui s'affilie en 1901 à l'Union fédérative des Travailleurs de l’État, elle n'adhère que l'année suivante à la CGT, parmi ses militants, on compte le jeune Léon Jouhaux. Lors de la scission de 1920, la Fédération des allumettes reste neutre et prend son indépendance vis-à-vis des deux confédérations. Cependant des ouvriers des Allumettes quittent la fédération en 1924 pour rejoindre la Fédération unitaire des tabacs, donnant ainsi naissance à la première Fédération des tabacs et allumettes. La fédération des allumettes retourne alors à la CGT et en 1926, elle adhère à la Fédération nationale des travailleurs de l'État.

En 1935, l'État crée le Service d'exploitation industrielle des tabacs et des allumettes et la réunification syndicale se prépare, les fédérations « confédérées » et « unitaires » des Tabacs et des Allumettes se rassemblent au sein de la Fédération des tabacs et allumettes CGT.
En 1948, la majorité de la direction de la fédération rejoint la Confédération générale du travail - Force ouvrière, on peut y voir l'influence de Léon Jouhaux qui en est toujours adhérent à cette époque. Un an après la scission, le Syndicat national des cadres et techniciens du Seita (SNCT-CGT) est créé en dehors de la fédération. Il devient en 1979 le Syndicat national des cadres, techniciens et employés du Seita.

En 1962, une réforme du statut des travailleurs du Seita permet la réunification des ouvriers et des autres catégories de personnels au sein d'une même organisation syndicale, la Fédération des tabacs et allumettes rassemblent alors toutes les catégories de personnels.

Après la privatisation et la diminution du nombre de personnels ayant le statut de travailleurs du Seita, la Fédération des tabacs et allumettes intègre en 2008 la Fédération nationale agroalimentaire et forestière CGT en prenant le nom d'Union fédérale des tabacs.